# WolfSSL
wolfSSL (aussi connu sous les anciens noms CyaSSL et yet another SSL) est une bibliothèque logicielle SSL/TLS à faible empreinte mémoire. Elle est écrite dans le langage de programmation C ANSI et cible les environnements embarqués, systèmes temps réels et à ressources limitées, grâce à sa petite taille, sa vitesse et ses fonctionnalités. Elle est aussi implémentée dans les environnements d'exploitation standards comme Linux. 
Son modèle économique est exempt de royalties. wolfSSL implémente des standards industriels comme TLS 1.3 et DTLS 1.2. Elle est jusqu'à vingt fois plus petite qu'OpenSSL et supporte des algorithmes récents tels que ChaCha20, Curve25519, NTRUEncrypt, Blake2b et SHA-3. Les benchmarks et les retours utilisateur montrent une meilleure performance en utilisant wolfSSL au lieu d'OpenSSL.
yaSSL, un prédécesseur de wolfSSL, est une bibliothèque cliente SSL, écrite en C++, pour les environnements embarqués et les systèmes d'exploitation temps réel (RTOS) ayant des ressources limitées.

## Plateformes
La bibliothèque embarquée wolfSSL fonctionne sans problème avec des environnements de bureau, d'entreprise et d'informatique en nuage. 
wolfSSL soutient les normes d'industrie jusqu'au TLS 1.3 actuel ainsi que DTLS 1.2. Elle est jusqu'à vingt fois plus petite qu'OpenSSL et offre une API simple ainsi qu'une couche compatible avec la bibliothèque OpenSSL. Elle est sécurisée par la bibliothèque de cryptographie wolfCrypt.
wolfSSL est actuellement disponible pour Win32/64, Linux, macOS, Solaris, Threadx, VxWorks, FreeBSD, NetBSD, OpenBSD, embedded Linux, WinCE, Haiku, OpenWrt, iPhone, Android, Nintendo Wii et Gamecube avec le soutien DevKitPro, QNX, MontaVista, Tron variants, NonStop, OpenCL, MicroC/OS-II de Micrium, FreeRTOS, SafeRTOS, Freescale MQX, Nucleus, TinyOS, TI-RTOS, HP-UX, uTasker, ainsi qu’embOS.

## Historique
La genèse de yaSSL, ou yet another SSL, remonte à 2004. OpenSSL était disponible à l'époque et était sous licence double « OpenSSL License » et « SSLeay License ». La bibliothèque alternative yaSSL a été développée et mise à disposition sous deux licences, l'une commerciale et l'autre GPL. yaSSL offrait une API plus moderne, le support des développeurs d'un produit commercial et était complète avec une couche de compatibilité OpenSSL. Le premier utilisateur majeur de wolfSSL / CyaSSL / yaSSL a été MySQL. Par l'intermédiaire d'un bundle avec MySQL, yaSSL a atteint des volumes de distribution extrêmement élevés (plusieurs millions).

## Protocoles
La bibliothèque wolfSSL légère met en œuvre les protocoles suivants : 
- SSL 3.0, TLS 1.0, TLS 1.1, TLS 1.2, TLS 1.3
- DTLS 1.0, DTLS 1.2

Le protocole SSL 2.0 a été interdit en 2011 par la RFC 6176 et wolfSSL ne le prend pas en charge. 
Le protocole SSL 3.0 a été interdit en 2015 par RFC 7568. En réponse à l'attaque POODLE, SSL 3.0 a été désactivé par défaut depuis la version 3.6.6 de wolfSSL mais peut être activé via une option de compilation.

## Algorithmes

### wolfCrypt
wolfSSL utilise les bibliothèques cryptographiques suivantes :
Par défaut, wolfSSL utilise les services cryptographiques fournis par wolfCrypt. wolfCrypt met en œuvre les algorithmes RSA, ECC, DSS, Diffie–Hellman, EDH (en), NTRUEncrypt, DES, Triple DES, AES (CBC, CTR, CCM, GCM), Camellia, IDEA, ARC4, HC-128 (en), ChaCha20, MD2, MD4, MD5, SHA-1, SHA-2, BLAKE2 (en), RIPEMD-160, Poly1305 (en). wolfCrypt fournit également un générateur de nombres aléatoires, le support des grands entiers, l'encodage/décodage en base 16 et 64. Un algorithme de chiffrement expérimental par flot appelé Rabbit, qui est un algorithme dans le domaine public émanant du projet eSTREAM de l'Union Européenne, est également inclus. Rabbit est potentiellement utile pour ceux qui chiffrent des flux dans des environnements à forte demande et requérant des performances de vitesses élevées.
wolfCrypt inclut également le support des récents algorithmes Curve25519 et Ed25519.
wolfCrypt est utilisé comme implémentation cryptographique de bas niveau pour plusieurs logiciels et bibliothèques connus, dont notamment  MIT Kerberos (où il peut être activé à l'aide d'une option de compilation).

### NTRUEncrypt
CyaSSL+ inclut l'algorithme de chiffrement à clef publique NTRUEncrypt. L'ajout de NTRUEncrypt dans CyaSSL+ est le résultat d'un partenariat entre yaSSL et Security Innovation. NTRUEncrypt fonctionne très bien dans les environnements mobiles et embarqués grâce à la taille réduite des clefs requises pour obtenir le même niveau de sécurité que d'autres algorithmes de chiffrement à clef publique. De plus, NTRUEncrypt n'est pas connu pour être vulnérable aux attaques quantiques. Plusieurs suites de chiffrement utilisant NTRUEncrypt sont disponibles dans CyaSSL+ avec AES-256, RC4, et HC-128.

## Plates-formes d'accélération matérielle prises en charge
Les tables ci-dessous présentent le support par wolfSSL de diverses plates-formes matérielles avec différents algorithmes.
| Plate-forme                                                                | AES-GCM | AES-CCM | AES-CBC | AES-ECB | AES-CTR |
| -------------------------------------------------------------------------- | ------- | ------- | ------- | ------- | ------- |
| Intel AES-NI (Processeurs Xeon et Intel Core)                              | Toutes  | Toutes  | Toutes  | Toutes  | Toutes  |
| Freescale Cryptographic Accelerator and Assurance Module (CAAM)            |         | Toutes  | Toutes  | Toutes  | Toutes  |
| Freescale Coldfire SEC (NXP MCF547X et MCF548X)                            |         |         | Toutes  |         |         |
| Freescale Kinetis MMCAU K50, K60, K70, et K80 (cœur ARM Cortex-M4)         | Toutes  | Toutes  | Toutes  | Toutes  |         |
| STMicroelectronics STM32 Série F1, F2, F4, L1, W (ARM Cortex - M3/M4)      |         |         | Toutes  |         | Toutes  |
| Cavium NITROX (Processeurs III/V PX)                                       |         |         | Toutes  |         |         |
| Microchip PIC32 MX/MZ (Connectivité embarquée)                             | Toutes  |         | Toutes  |         | Toutes  |
| Texas Instruments TM4C1294 (ARM Cortex-M4F)                                | Toutes  | Toutes  | Toutes  | Toutes  | Toutes  |
| Nordic NRF51 (Famille de système sur une puce à cœur 32-bit ARM Cortex M0) |         |         |         | 128-bit |         |
| ARMv8                                                                      | Toutes  |         | Toutes  |         | Toutes  |
| Technologie Intel QuickAssist                                              | Toutes  |         | Toutes  |         |         |
| Freescale NXP LTC                                                          | Toutes  | Toutes  | Toutes  | Toutes  | Toutes  |
| Xilinx Zynq UltraScale+                                                    | 256-bit |         |         |         |         |

- La mention « Toutes » signifie que des blocs d'une taille de 128, 192, et 256 bits sont supportés.
| Plate-forme                                                            | DES-CBC | DES-ECB              | 3DES-CBC |
| ---------------------------------------------------------------------- | ------- | -------------------- | -------- |
| Freescale Coldfire SEC (NXP MCF547X et MCF548X)                        | 64 bit  |                      | 192 bit  |
| Freescale Kinetis MMCAU K50, K60, K70, et K80 (cœur ARM Cortex-M4)     | 64 bit  |                      | 192 bit  |
| STMicroelectronics STM32 F1, F2, F4, L1, W Series (ARM Cortex - M3/M4) | 64 bit  | 64 bit (chiffrement) | 192 bit  |
| Cavium NITROX (Processeurs III/V PX)                                   | 192 bit |                      |          |
| Microchip PIC32 MX/MZ (Connectivité embarquée)                         | 64 bit  |                      | 192 bit  |
| Texas Instruments TM4C1294 (ARM Cortex-M4F)                            | 64 bit  |                      | 192 bit  |

| Plate-forme                          | RC4           | ChaCha20 |
| ------------------------------------ | ------------- | -------- |
| AVX1/AVX2 (Intel et AMD x86)         |               | Supporté |
| Cavium NITROX (Processeurs III/V PX) | 2048 bit max. |          |

| Plate-forme                                                            | MD5      | SHA1     | SHA2     | SHA-256  | SHA-384  | SHA-512  |
| ---------------------------------------------------------------------- | -------- | -------- | -------- | -------- | -------- | -------- |
| AVX1/AVX2 (Intel and AMD x86)                                          |          |          |          | Supporté | Supporté | Supporté |
| Freescale Kinetis MMCAU K50, K60, K70, et K80 (cœur ARM Cortex-M4)     | Supporté | Supporté |          | Supporté |          |          |
| STMicroelectronics STM32 F1, F2, F4, L1, W Series (ARM Cortex - M3/M4) | Supporté | Supporté |          |          |          |          |
| Microchip PIC32 MX/MZ (Connectivité embarquée)                         | Supporté | Supporté |          | Supporté |          |          |
| ARMv8                                                                  |          |          |          | Supporté |          |          |
| Technologie Intel QuickAssist                                          | Supporté | Supporté | Supporté |          |          |          |
| Freescale NXP LTC                                                      |          | Supporté |          | Supporté |          |          |
| Xilinx Zynq UltraScale+                                                |          |          |          |          | Supporté |          |

| Plate-forme | RSA             | ECC                                | ECC-DHE      | Curve25519 | Ed25519 |
| --- | --------------- | ---------------------------------- | ------------ | ---------- | ------- |
| Cavium NITROX (Processeurs III/V PX)                                                                                              | 512 - 4096 bit  | NIST Prime 192, 224, 256, 384, 521 |              |            |         |
| Microchip/Atmel ATECC508A (compatible avec tout microcontrôleur ou microprocesseur, dont les microcontrôleurs Atmel SMART et AVR) |                 | 256 bit (NIST-P256)                |              |            |         |
| Technologie Intel QuickAssist | 512 - 4096 bit  | 128, 256 bit                       |              |            |         |
| Freescale NXP LTC | 512 - 4096 bit  | 128, 256 bit                       | 128, 256 bit | 256 bit    | 256 bit |
| Xilinx Zynq UltraScale+ | 2048 - 4096 bit |                                    |              |            |         |

| Plate-forme                                    | HMAC-MD5 | HMAC-SHA1 | HMAC-SHA2 | HMAC-SHA256 | SHA-3    | Poly1305 |
| ---------------------------------------------- | -------- | --------- | --------- | ----------- | -------- | -------- |
| AVX1/AVX2 (Intel et AMD x86)                   |          |           |           |             |          | Supporté |
| Cavium NITROX (Processeurs III/V PX)           | Supporté | Supporté  |           | Supporté    | Supporté |          |
| Microchip PIC32 MX/MZ (Connectivité embarquée) | Supporté | Supporté  |           | Supporté    |          |          |
| Technologie Intel QuickAssist                  |          | Supporté  | Supporté  |             |          |          |

| Plate-forme                                                                | RNG      |
| -------------------------------------------------------------------------- | -------- |
| STMicroelectronics STM32 F1, F2, F4, L1, W Series (ARM Cortex - M3/M4)     | Supporté |
| Cavium NITROX (Processeurs III/V PX)                                       | Supporté |
| Nordic NRF51 (Famille de système sur une puce à cœur 32-bit ARM Cortex M0) | Supporté |

## Octroi de licence
wolfSSL est en code source ouvert, sous licence GNU General Public License GPLv2.